# Janvier Ndikumana
Janvier Omar Ndikumana (Bujumbura, 17 febbraio 1982) è un ex calciatore burundese, di ruolo portiere.

## Carriera

### Club
Ndikumana ha giocato in patria con la maglia dell'Académic, per poi passare ai norvegesi del Randaberg, militanti nella 2. divisjon. Vi rimane fino al termine del campionato 2010, culminato con la promozione del club in Adeccoligaen. Nel 2011, fa parte della rosa del Sandnes Ulf, ma non scende mai in campo. Il 23 gennaio 2012 viene noto il suo ritorno al Randaberg. Nel 2013, viene ingaggiato dallo Ålgård. Nel 2014, passa al Sola.

### Nazionale
Ha debuttato in Nazionale il 21 giugno 2008, in Tunisia-Burundi, valevole per le qualificazioni ai Mondiali 2010. In quella partita viene espulso al 20º minuto, lasciando la squadra in 10. Ha collezionato in totale, con la Nazionale, 7 presenze e ha subito 8 reti.